# Krraba
Krraba este un oraș din Albania.
1. 1 2  GeoNames